# Bujurquina
Bujurquina ist eine Gattung südamerikanischer Buntbarsche. Das Verbreitungsgebiet der Gattung reicht vom nördlichen und nordwestlichen Südamerika (Venezuela, Kolumbien, Ecuador) bis zu den Flusssystemen von Río Paraguay und Río Paraná in Argentinien. Die Gattung wurde nach dem in Peru üblichen Ausdruck „Bujurqui“ für Buntbarsche benannt.

## Merkmale
Bujurquina-Arten werden 6 bis 15 Zentimeter lang. Ihr Körper ähnelt den Aequidens-Arten ist mäßig hochrückig und seitlich abgeflacht. Das Maul ist endständig, die Stirn gerundet. Die Rückenflosse ist niedrig, der Hinterrand der Schwanzflosse meist gerade; manchmal auch in zwei Spitzen auslaufend. Charakteristisches Merkmal der Gattung ist ein schwarzes Längsband, das sich vom Hinterrand des Kiemendeckels bis unterhalb der hinteren Basis der Rückenflosse erstreckt und vorn über dem Kiemendeckel und über die Augen bis auf die Stirn reicht. Die Grundfarbe der Fische ist meist hell graugrün oder graubraun. Dazu kommt ein Metallglanz und in vielen Fällen Linien- oder Punktmuster auf dem unteren Kopf. Die Geschlechter sind nur schwer zu unterscheiden.
Innerhalb der Gattung lassen sich zwei Artengruppen unterscheiden, eine nördliche und eine südliche. Die Grenze zwischen den beiden Gruppen liegt im Ucayali-Becken in Peru. Bei der nördlichen Gruppe ist die Rückenflosse grün oder blau gepunktet, bei der südlichen Gruppe ist sie ungemustert.
Bujurquina-Arten sind larvophile Maulbrüter. Die Eier werden zunächst wie bei Substratlaichern auf einen Stein gelegt, die geschlüpften Larven dann von den Eltern ins Maul genommen.

## Arten
Gegenwärtig besteht die Gattung aus 19 beschriebenen Arten. Dazu kommen noch etwa zahlreiche Arten, die bisher taxonomisch nicht bearbeitet wurden.
- nördliche Artengruppe[1]

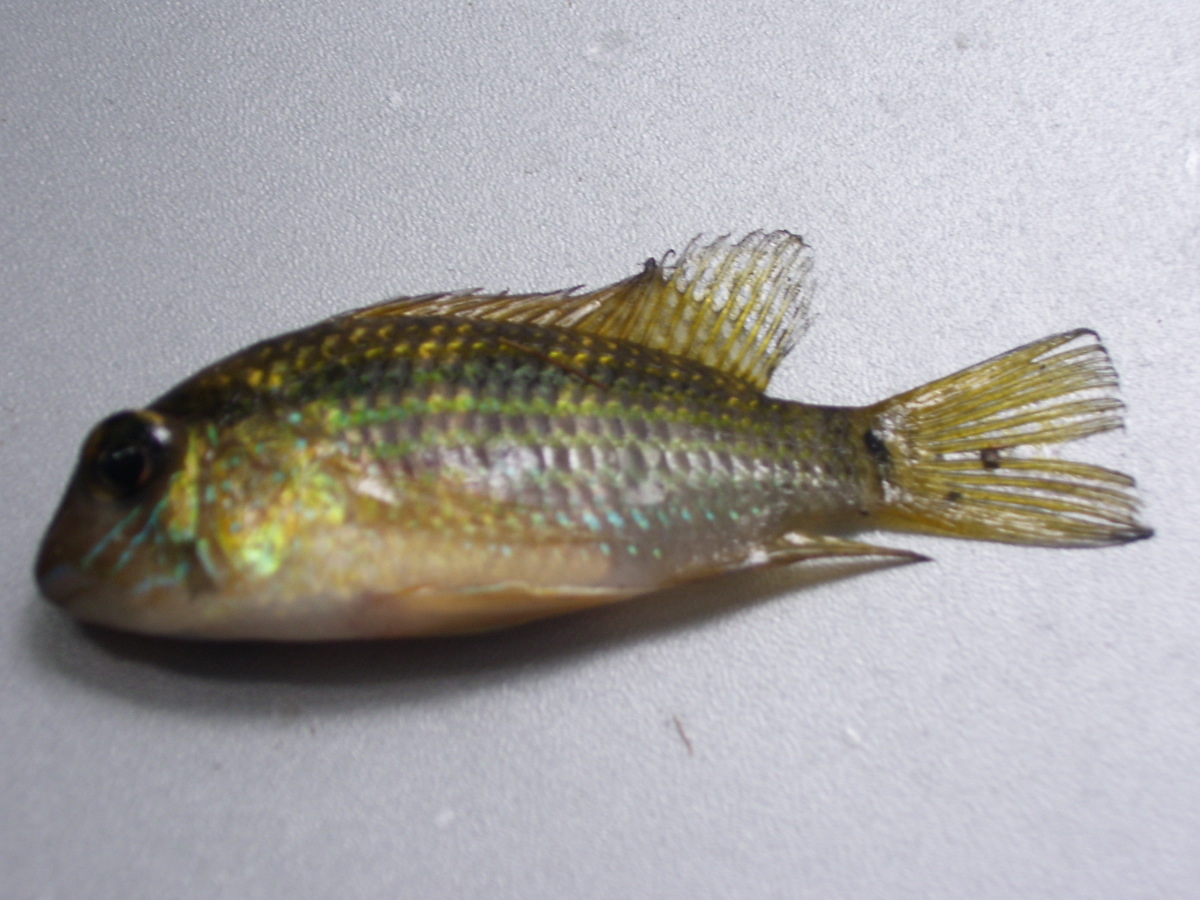
Bujurquina syspilus

  - Bujurquina huallagae Kullander, 1986
  - Bujurquina mariae (Eigenmann, 1922)
  - Bujurquina moriorum Kullander, 1986
  - Bujurquina omagua Říčan & Říčanová, 2023[3]
  - Bujurquina ortegai Kullander, 1986
  - Bujurquina pardus Arbour et al., 2014
  - Bujurquina peregrinabunda Kullander, 1986
  - Bujurquina syspilus (Cope, 1872)
  - Bujurquina zamorensis (Regan, 1905)
- südliche Artengruppe[1]
  - Bujurquina apoparuana Kullander, 1986
  - Bujurquina beniensis Careaga et al., 2023[4]
  - Bujurquina cordemadi Kullander, 1986
  - Bujurquina eurhinus Kullander, 1986
  - Bujurquina hophrys Kullander, 1986
  - Bujurquina labiosa Kullander, 1986
  - Bujurquina mabelae Careaga et al., 2023[4]
  - Bujurquina megalospilus Kullander, 1986
  - Bujurquina oenolaemus Kullander, 1987
  - Bujurquina robusta Kullander, 1986
  - Bujurquina tambopatae Kullander, 1986
  - Bujurquina vittata Heckel, 1840

## Äußere Systematik
Bujurquina ist nah mit den Gattungen Andinoacara und Tahuantinsuyoa verwandt und bildet mit beiden den Untertribus Andinoacarina.